# الاتحاد الأوروبي كقوة عظمى ناشئة
سمي الاتحاد الأوروبي بالقوة العظمى الناشئة من قبل باحثين وأكاديميين مثل تي. آر. رايد، وأندرو ريدنج، وأندرو مورافسيك، ومارك ليونارد، وجيريمي ريفكين، وجون ماكورميك، وبعض السياسيين مثل رومانو برودي وتوني بلير. اعتقدوا أن الاتحاد الأوروبي هو قوة عظمى، أو أنه سيصبح كذلك، في القرن الحادي والعشرين - بينما يُلاحظ أن تغيّر مفهوم «القوة العظمى» لواحدة من القوة الناعمة بدلاً من القوة العظمى الصارمة (العسكرية) في القرن العشرين. تحدى آخرون وجهات نظرهم.

## نظرة عامة
يشير مارك ليونارد إلى بضعة عوامل: تعداد سكان الاتحاد الأوروبي الكبير، والاقتصاد الكبير (ثاني أكبر ناتج محلي إجمالي عالمي اسميًا ومن خلال تعادل القوة الشرائية)، ومعدلات تضخم ضئيلة، وعدم شعبية سياسة الولايات المتحدة الخارجية وفشلها. قارن هذا مع الجودة العالية للحياة (خاصةً عندما قُيست بحسب ساعات العمل في كل أسبوع، والرعاية الصحية، والخدمات الاجتماعية) لبعض الدول الأعضاء في الاتحاد الأوروبي.
يعتقد جون ماكورميك أن الاتحاد الأوروبي استطاع تحقيق مركز القوة العظمى مسبقًا، اعتمادًا على الحجم والانتشار العالمي للاقتصاد وعلى نفوذه السياسي العالمي. ناقش أن طبيعة القوة تغيرت منذ أن طوّر تعريف القوى العظمى من خلال الحرب الباردة، وأن القوة العسكرية لم تعد ضرورية للقوة العظمى؛ ويناقش أن السيطرة على وسائل الإنتاج أكثر أهمية من السيطرة على وسائل الهدم، ويتناقض مع تهديد القوة الصارمة للولايات المتحدة مع الفرص المتاحة عبر القوة الناعمة التي يتمتع بها الاتحاد الأوروبي.
يعتقد باراج خانا أن «أوروبا تتجاوز خصومها لتصبح الإمبراطورية الأكثر نجاحًا في العالم». يكتب خانا أن أمريكا الجنوبية، وشرق آسيا، ومناطق أخرى تفضل محاكاة «الحلم الأوروبي» عوضًا عن البديل الأميركي. قد ينظر لذلك في الاتحاد الأفريقي واتحاد دول أمريكا الجنوبية. خصوصاً أن الاتحاد الأوروبي ككل يمتلك بعض أضخم اللغات وأكثرها تأثيراً كونها لغات رسمية ضمن حدوده.
يأخذ أندرو ريدنج بعين الاعتبار أيضًا توسع الاتحاد الأوروبي في المستقبل. في نهاية المطاف سوف تنضم بقية أوروبا مستقبلاً، وروسيا بأكملها، وتركيا، ولن يؤدي ذلك فقط إلى دفع عجلة اقتصاد الاتحاد الأوروبي، بل سوف يرفع أيضاً من عدد سكان الاتحاد الأوروبي إلى حوالي 800 مليون، التي يعتبرها مساوية تقريباً لعدد سكان الهند أو الصين. الاتحاد الأوروبي مختلف بشكل نوعي عن الهند والصين لأنه أكثر ازدهاراً وأكثر تقدمًا تكنولوجيًا. قال رئيس الوزراء التركي رجب طيب أردوغان في عام 2005: «في 10 أو 15 سنة، سيكون الاتحاد الأوروبي مكاناً لملتقى الحضارات. وستكون قوى عظمى بما فيها تركيا».
كتب روبرت غوتمان في عام 2001 أن تعريف مصطلح القوى العظمى قد تغير، وأنه في القرن الحادي والعشرين، لم يعد يشير فقط إلى الدول ذات القوة العسكرية، وإنما يشير أيضًا لمجموعات مثل الاتحاد الأوروبي، التي لديها سوق اقتصادي قوي، وشبابي، وعمال ذو مستوى تعليمي عالٍ وفطنة في التكنولوجيا المتطورة، ورؤية عالمية. أعرب فريس أرني بتيرسون، السفير الدنماركي لدى الولايات المتحدة، عن وجهات نظر مشابهة. اعترف أن الاتحاد الأوروبي هو «نوع خاص من القوى العظمى»، الذي لم يصل بعد إلى إنشاء قوة عسكرية موحدة من تلقاء نفسها أو حتى قوة قريبة من المستوى ذاته مثل العديد من أعضائها.
وبالإضافة إلى ذلك، ناقش المعلقين أن التكامل السياسي الشامل لا يتطلب من الاتحاد الأوروبي كسب النفوذ الدولي: إذ تشكلت قوته الحقيقية من خلال ضعفه الواضح (كما في مظهره الدبلوماسي المتدني والتركيز على سيادة القانون)، وأن الاتحاد الأوروبي يمثل نمطًا جديداً أو احتمالية أكثر نجاحًا للممثلين الدوليين من التقليديين؛ ومع ذلك، فمن غير المؤكد ما إذا كانت فعالية بهذا التأثير قد تكون مساوية لاتحاد دول متكامل سياسيًا أكثر من اتحاد دول كالولايات المتحدة.
يلاحظ باري بوزان أن وضع الاتحاد الأوروبي كقوة العظمى محتملة يعتمد على «مكانته». ومن غير الواضح كم يحتاج الاتحاد الأوروبي قدرًا من جودة مكانته لوصفه على أنه قوة عظمى. وصف بوزان أن من غير المرجح بقاء الاتحاد الأوروبي قوة عظمى محتملة لفترة طويلة لأنه وبالرغم من ثروته المادية، إلا أن «ضعيف سياسياً ويواجه مسارًا صعبًا في ضبط وتنظيم التطور السياسي الداخلي، خاصةً فيما يتعلق بالسياسة الخارجية والدفاعية» وذلك يحد من أن يصبح قوة عظمى.
قال ألكسندر ستوب، وزير الشؤون الخارجية الفنلندي، في عام 2008 أنه يعتقد أن الاتحاد الأوروبي يشكل قوة عظمى ولا يشكل قوة عظمى في الوقت ذاته. إن الاتحاد الأوروبي قوى عظمى بمعنى أنه أكبر اتحاد سياسي، وسوق مشتركة ومُصّدر للمساعدات في العالم، وليس له قوة عظمى في الدفاع أو في مجالات السياسة الخارجية. وبشكل مماثل لباري بوزان، اعتقد ألكساندر ستوب أن أكثر عامل رئيسي يحد من ارتفاع مكانة الاتحاد الأوروبي كقوة عظمى يكمن في انخفاض مكانته الدولية في النظام الدولي، وتتمثل العوامل الأخرى بعدم وجود الدافع الداخلي لإبراز السلطة في جميع أنحاء العالم، واستمرار تفضيل سيادة الدولة القومية من قبل بعض الأوروبيين.
ومن أجل موازنة ذلك، حث قادات الاتحاد الأوروبي للموافقة والتصديق على معاهدة لشبونة (وهو ما حدث في عام 2009)، وإنشاء وزارة خارجية للاتحاد الأوروبي (إي إي إيه إس، التي أُنشئت في عام 2010)، طور الاتحاد الأوروبي وضع دفاع مشترك للاتحاد الأوروبي، وشغل مقعدًا من إحدى مقاعد مجلس الأمن التابع للأمم المتحدة ومجموعة الثمانية (جي 8)، وأشار إلى ما وصفه «المزاج الحامض» تجاه هيمنة الاتحاد الأوروبي افي بعض الدول الأوروبية في عام 2008.

## وجهات نظر مناقضة
لا يعتقد البعض أن الاتحاد الأوروبي سوف يحقق مكانة القوة العظمى. «الاتحاد الأوروبي ليس ولن يكون أبداً قوى عظمى» وفقاً لما جاء به وزير الشؤون الخارجية والثروة المشتركة السابق في الولايات المتحدة ديفيد ميلباند. يناقش إيلكا شرويدر، برلمانيّ الاتحاد الأوروبي، أن تدخل الاتحاد الأوربي الكبير عن كثب في الصراعات مثل النزاع الإسرائيلي الفلسطيني هو وسيلة للتعويض عن عدم القدرة الأوروبية على إبراز القوة العسكرية دولياً.
يلاحظ الاقتصادي روبرت لين غرين أن عدم وجود جيش عسكري أوروبي قوي يؤدي فقط إلى تفاقم انعدام م السياسة الخارجية الموحدة للاتحاد الأوروبي ويزيل أي حجج جدال حول مكانة القوة العظمى، يلاحظ بشكل خاص أن إنشاء الاتحاد الأوروبي لقوة استجابة عالمية تنافس قوة عظمى (الولايات المتحدة الأمريكية) هو أمر «لا يمكن تصوره». «إن أكبر عائق أمام القوة العظمى الأوروبية هو رفض النخبة الأوروبيين استحضار تخيلات ما بعد الحداثة خاصتهم حول مشروعية عسكرية «القوة الصارمة» بما يوازي طريقة تفسير بقية العالم للواقع» وفقًا لمجموعة سورين كيرن للدراسات الاستراتيجية.
حذر البريطاني مايكل هوارد من «القلق» الذي يسببه العديد من الأوروبيين من أجل خلق اتحاد أوروبي متكامل لتحقيق التوازن مع الولايات المتحدة، بينما يكون اعتماد أوروبا بأكملها على القوة «غير المسلحة» الناعمة جزئيًا فإن ذلك يعود لسبب عدم وجود «هوية مشتركة». بينما ينبغي لبعض دول الاتحاد الأوروبي أن تكون ذات «قوة نموذجية» لا تخاف من استخدام القوة العسكرية وتدعم التجارة الحرة، تواجه تقصيراتها العسكرية مكانة القوة العظمى.
أشار أيضًا مستشار الخزانة البريطاني جورج أوسبورن في ذلك الوقت، إلى ما اعتبره أزمة اقتصادية في الاتحاد الأوروبي. في عام 2014، قال أوسبورن: «إن أكبر المخاطر الاقتصادية التي تواجه أوروبا لا تأتي من أولئك الذين يريدون الإصلاح وإعادة التفاوض. يأتي الفشل من عدم الإصلاح وإعادة التفاوض. كما هو الوضع الحالي الذي يواجهه شعب أوروبا من أزمة اقتصادية مستمرة، وتراجع مستمر». قال أوسبورن أيضاً أن «الاتحاد الأوروبي يواجه منافسة متزايدة مع القوى الاقتصادية العالمية، مثل الصين، والهند، والولايات المتحدة، وعلى الاتحاد الأوروبي إما الإصلاح أو التراجع».